# Xanthia sulphurago
Xanthia sulphurago là một loài bướm đêm trong họ Noctuidae.